# 兵庫県立はりま姫路総合医療センター
兵庫県立はりま姫路総合医療センター（ひょうごけんりつはりまひめじそうごういりょうセンター）は、兵庫県姫路市にある医療機関。兵庫県立姫路循環器病センターと製鉄記念広畑病院を統合再編した県立病院である。愛称ははり姫（はりひめ）。

## 概要
1981年に日本で初めての循環器専門の自治体病院として開設され、心臓血管病と脳血管障害を二本柱とした診療を行っていた兵庫県立姫路循環器病センターと、1940年開院の日本製鉄系列の総合病院であった製鉄記念広畑病院が統合し、姫路駅周辺地区整備事業（キャスティ21）のイベントゾーン東側において開設された総合病院である。
統合前の両病院の抱えていた課題として、兵庫県立姫路循環器病センターは、循環器専門病院として循環器内科、心臓血管外科、神経内科等を強みとしていたが、合併症への対応が充分でないため、救急患者の受け入れが困難な状況が生じていた。一方、製鉄記念広畑病院は、ほぼ全ての診療科を標榜する総合型の病院であったが、循環器疾患に係る医療は充分でない状況であった。
前段の課題を踏まえ、高度専門・急性期医療を中心とした政策医療のうち、両病院がこれまで担ってきた診療機能を継承・発展させるとともに、中・西播磨医療圏域が抱える課題を踏まえ、当該圏域における中核的な医療機関を目指し、必要な診療機能の強化が図ることを目的として当病院が開設された。
また、当病院は通常の診療のみならず、医療人材育成及び臨床研究にも取り組んでいる。特に当病院の教育研修棟には、兵庫県立大学及び獨協学園の研究機関が入居し、これらの機関とともに臨床研究や新しい医療機器の開発を推進していくこととしている。
兵庫県立加古川医療センターを基地病院とする兵庫県南部ドクターヘリの準基地病院として共同運用、運航している。
2025年（令和7年）6月現在の選定療養費は7000円、個室料金は36000円、17000円、15000円、12000円の4タイプ。

## 沿革
- 2015年（平成27年）
  - 2月17日 - 一般社団法人はりま姫路総合医療センター整備推進機構を設立。兵庫県立姫路循環器病センターと製鉄記念広畑病院との統合を目指す。
  - 4月3日 - 医療連携推進法人の認定を受け、地域医療連携推進法人はりま姫路総合医療センター整備推進機構に改称
- 2021年（令和3年）10月6日 - 新病院の名称を「兵庫県立はりま姫路総合医療センター」、愛称を「はり姫」にそれぞれ決定[10]
- 2022年（令和4年）
  - 4月23日 - 開院記念式典と内覧会を実施[11]。
  - 4月30日 - 兵庫県立姫路循環器病センターと製鉄記念広畑病院が閉院。
  - 5月1日 - 兵庫県立はりま姫路総合医療センターが開院（640床でオープン）[12][13][14]
  - 5月31日 - 当病院の開院に伴い、地域医療連携推進法人はりま姫路総合医療センター整備推進機構を解散[15][16]
- 2023年（令和5年）
  - 4月 - 736床でフルオープン
  - 4月11日 - 地域医療連携推進法人はりま姫路総合医療センター整備推進機構の清算決了[17]
- 2024年（令和6年）6月7日 - 病院機能評価（3rdG:Ver3.0）に認定される（認定第JC2548号）[2][18]

## 基本理念
わたしたちは「和」と「愛」をもって、人を幸せにするために、安心で信頼される最良の医療を提供します。

## 診療科目
内科系
- 総合内科
- 循環器内科
- 脳神経内科
- 糖尿病・内分泌内科
- 消化器内科
- 腎臓内科
- 呼吸器内科
- 腫瘍・血液内科
- 膠原病リウマチ内科
- 感染症内科
- 緩和ケア内科

外科系
- 外科・消化器外科
- 心臓血管外科
- 脳神経外科
- 乳腺外科
- 呼吸器外科
- 整形外科
- 形成外科

内科系外科系以外の診療科目
- 歯科口腔外科
- 皮膚科
- 泌尿器科
- 眼科
- 精神科
- 耳鼻咽喉科頭頸部外科
- 放射線診断・IVR科
- 放射線治療科
- リハビリテーション科
- 病理診断科
- 救急科
- 麻酔科・ペインクリニック科
- 産婦人科
- 小児科
- 小児外科

## 交通アクセス
- 姫路駅、山陽姫路駅から徒歩12分（910m）
  - 姫路駅前バスターミナルから神姫バス各系統「県立はりま姫路総合医療センター前」下車徒歩すぐ
- 東姫路駅から徒歩9分（710m）
- 京口駅から徒歩12分（950m）